# Аршакунинская церковь Святого Георгия
Аршаку́нинская це́рковь Свято́го Гео́ргия (арм. Զրկինյանց Սուրբ Գևորգ եկեղեցի, также Зркинянская по фамилии храмоздателя) — разрушенная армянская апостольская церковь в Старом Тбилиси, в столице Грузии. Разрушена вместе с другими армянскими церквями города по приказу властей Грузинской ССР.

## История
Церковь располагалась на улице Грибоедова у Аршакунинского переулка, на её месте — Тбилисская государственная академия художеств имени А. Кутателадзе. На южной стене церкви была надпись о строительстве, где было написано: «Я, сын Зураба Петрос и мои братья: Овсеп, Сагак и Давид — построили эту церковь в память о нас и наших родителях. Во времена правления Вахтанга. Летом 1162 (1713) года».

## Разрушение
В 1937—1938 гг. церковь Сурб-Геворг в Аршакунинском переулке была разрушена по приказу Лаврентия Берии и по распоряжению властей Грузинской ССР.